# Club Deportivo San Marcos de Arica
Il Club Deportivo San Marcos de Arica è una società calcistica cilena, con sede a Arica. Milita nella Liga Chilena de Fútbol Primera División, la massima serie del calcio cileno.

## Storia
Fondato nel 1978, non ha mai vinto trofei nazionali.

## Rosa 2021
| N. |                      | Ruolo | Calciatore        |
| -- | -------------------- | ----- | ----------------- |
| 1  | Uruguay (bandiera)   | P     | Santiago Morandi  |
| 2  | Cile (bandiera)      | D     | Juan López        |
| 3  | Cile (bandiera)      | D     | Alan Fernández    |
| 4  | Cile (bandiera)      | D     | José Martínez     |
| 6  | Cile (bandiera)      | C     | Sebastián Méndez  |
| 7  | Cile (bandiera)      | D     | Bayron Monroy     |
| 8  | Cile (bandiera)      | C     | Octavio Pozo      |
| 9  | Argentina (bandiera) | A     | Matías Castro     |
| 10 | Argentina (bandiera) | C     | Matías Arrúa      |
| 11 | Cile (bandiera)      | A     | Francisco Ibáñez  |
| 12 | Cile (bandiera)      | P     | Elías Zeballos    |
| 13 | Cile (bandiera)      | D     | Cristián Neculñir |
| 14 | Cile (bandiera)      | C     | Michael Silva     |
| 15 | Cile (bandiera)      | D     | Iván Pardo        |
| 16 | Cile (bandiera)      | P     | Luis Ureta        |

| N. |                      | Ruolo | Calciatore         |
| -- | -------------------- | ----- | ------------------ |
| 17 | Cile (bandiera)      | P     | Zacarías López     |
| 18 | Cile (bandiera)      | C     | Richard Catrileo   |
| 19 | Cile (bandiera)      | D     | Boris Sandoval     |
| 20 | Cile (bandiera)      | C     | Felipe Báez        |
| 21 | Cile (bandiera)      | A     | John Agüero        |
| 22 | Cile (bandiera)      | D     | Alejandro Gaete    |
| 23 | Cile (bandiera)      | C     | Jorge Henríquez    |
| 24 | Cile (bandiera)      | C     | Miguel Coronado    |
| 25 | Cile (bandiera)      | A     | Felipe Brito       |
| 26 | Argentina (bandiera) | A     | Juan Oviedo        |
| 27 | Cile (bandiera)      | A     | Jorge Guajardo     |
| 28 | Uruguay (bandiera)   | D     | Enzo Ruiz          |
| 29 | Cile (bandiera)      | C     | Nicolás Valenzuela |
| 30 | Cile (bandiera)      | P     | Diego Tapia        |
| 32 | Cile (bandiera)      | A     | Bryan Taiva        |

## Palmarès

### Competizioni nazionali
- Primera B: 2

2012, 2013-2014
- Segunda División: 2

2019, 2022

### Altri piazzamenti
- Primera B:

Secondo posto: 2016-2017